# The Dutch Tramway Company Ltd.

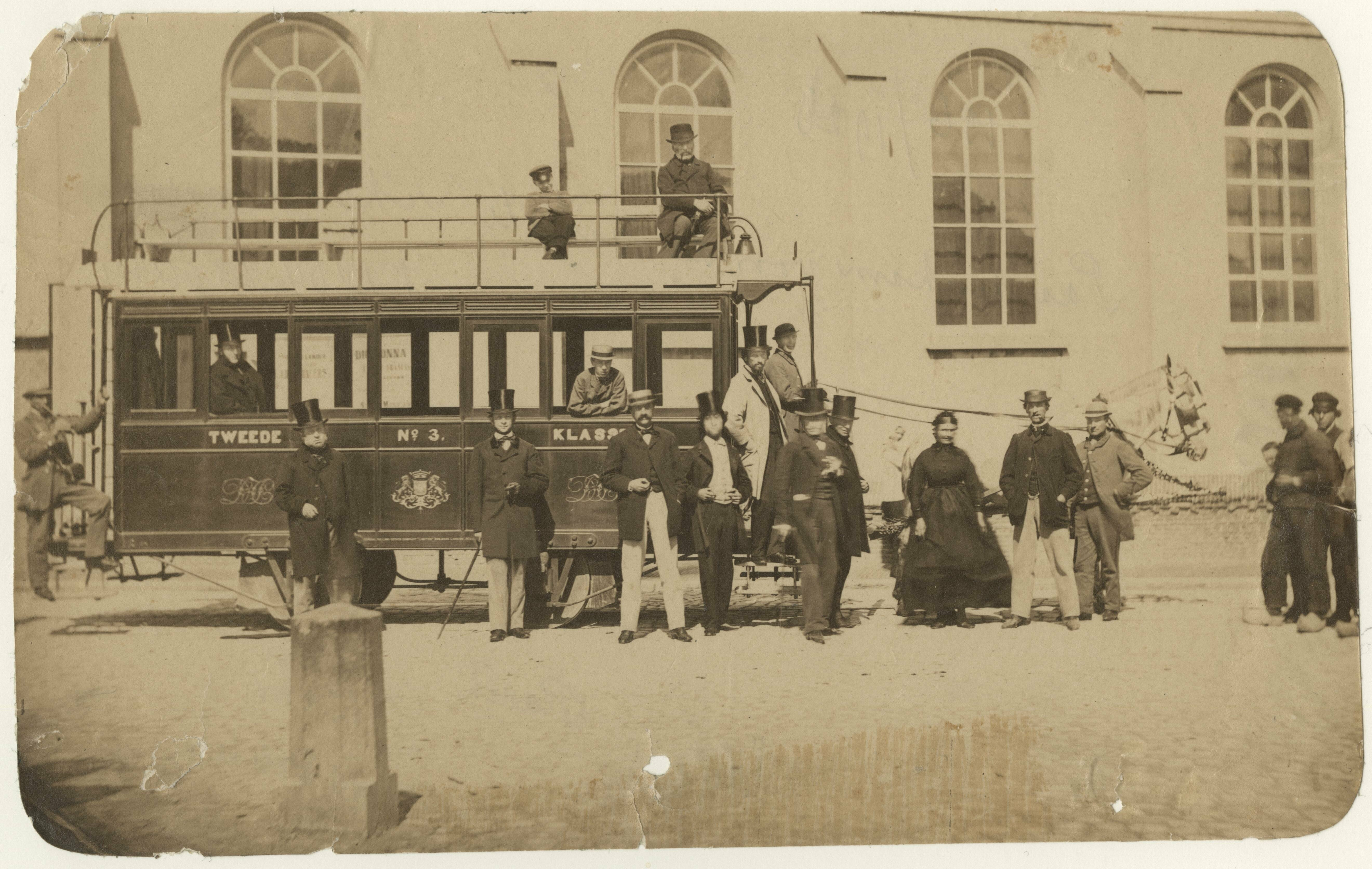
Scheveningen, 1864: Eerste rit met de paardentram. De man met de hoge hoed, op de foto links vóór de paardentram, is Neville Davison Goldsmid (1814-1875), oprichter van 'The Dutch Tramway Company Ltd', welke de paardentramlijn tussen Scheveningen en Den Haag exploiteerde.

The Dutch Tramway Company Ltd (DTC) was een onderneming die van 25 juni 1864 tot 22 februari 1867 paardentramlijnen voor passagiersvervoer exploiteerde tussen Den Haag en Scheveningen.
De DTC werd opgericht op 21 maart 1864. In de maatschappij werd een concessie ingebracht die op 7 juli 1863 door de Haagse gemeenteraad was verleend aan de Haagse notaris J. de Bas, de Haagse ondernemer Neville Davison Goldsmid (directeur van de Compagnie d’éclairage au Gaz des Pays Bas, exploitant van de Haagse gasfabriek) en diens broer, de Parijse bankier Edmund Elsden Goldsmid. De concessie bevatte het recht om voor een periode van twintig jaar een paardenspoorlijn aan te leggen en te exploiteren tussen Den Haag en Scheveningen.
Het benodigde kapitaal werd ingebracht van Engelse zijde. De bankiersfamilie Goldsmid exploiteerde daar al enkele spoorwegen. Directeur van de DTC werd de Engelsman J. Stride Ripley.
De eerste lijn van de DTC werd ingesteld op 25 juni 1864 en de tweede op 16 juli 1864. De lijnen kampten vrijwel onmiddellijk met grote problemen, zoals ontsporingen en wiel- en asbreuken. Door gebrek aan kapitaal konden deze problemen niet op een goede manier worden opgelost.
Op 5 augustus 1867 kwam bij de Haagse gemeenteraad het bericht binnen dat de DTC was overgenomen. Het bleek al snel dat de feitelijke overname al een half jaar eerder had plaatsgevonden. De nieuwe eigenaar en exploitant van de Haagse paardentram werd de N.V. Haagsche Tramway Maatschappij.

## Materieel
| Serie        | Bouwjaar | Fabriek               | Model    | Opmerking |
| ------------ | -------- | --------------------- | -------- | --- |
| 1 - 2        | 1864     | General Rolling Stock | Gesloten | Gebouwd voor inzet in de eerste klasse, maar deze klasse werd afgeschaft in 1870. Het rijtuig kende 20 zitplaatsen. In 1870 werd het rijtuig afgevoerd door de TH. |
| 3 - 4, 6 - 7 | 1864     | General Rolling Stock | Gesloten | Rijtuigen tweede klasse, voorzien van een imperiaal. Opvallend was dat het interieur was uitgevoerd met langsbanken, waarbij deze beiden in het midden in de lengterichting waren geplaatst. De rijtuigen werden door de TH buiten dienst gesteld in 1874, maar kwamen een jaar later opnieuw in gebruik onder de nummerreeks 13 - 16. Twee rijtuigen dienden later als wachthuisje bij tramhaltes Kapelsbrug en Atjehstraat. |
| 8            | 1865     | General Rolling Stock | Open     | |